# Playa de San Juan (Guía de Isora)
Playa de San Juan es una de las entidades de población que conforman el municipio de Guía de Isora, en la provincia de Santa Cruz de Tenerife —Canarias, España—.

## Geografía
Se trata de una localidad costera situada a unos diez kilómetros del casco municipal.
Está ubicada en la desembocadura del barranco de San Juan, en una pequeña bahía protegida de los vientos del oeste por un cantil y ha jugado un papel relativamente importante como puerto pesquero.
Está formada por los núcleos de Abama, Agua Dulce, Fonsalía, Piedra Hincada y el propio Playa de San Juan.

## Demografía
| Año        | 2000  | 2005  | 2010  | 2015  | 2020  |
| ---------- | ----- | ----- | ----- | ----- | ----- |
| Habitantes | 3 533 | 5 974 | 6 928 | 7 250 | 7 681 |

## Comunicaciones

### Transporte público
En autobús —guagua— queda conectada mediante la siguiente línea de TITSA:
| Línea | Trayecto                                                                | Recorrido     |
| ----- | ----------------------------------------------------------------------- | ------------- |
| 473   | Los Cristianos - Costa Adeje (estación) - Callao Salvaje - Los Gigantes | Horario/Línea |
| 477   | Costa Adeje (estación) - Los Gigantes (directo)                         | Horario/Línea |
| 493   | Guía de Isora - Los Gigantes (por TF-463)                               | Horario/Línea |
| 494   | Guía de Isora (C/ del Campo) - Los Gigantes (por Piedra Hincada)        | Horario/Línea |

## Galería

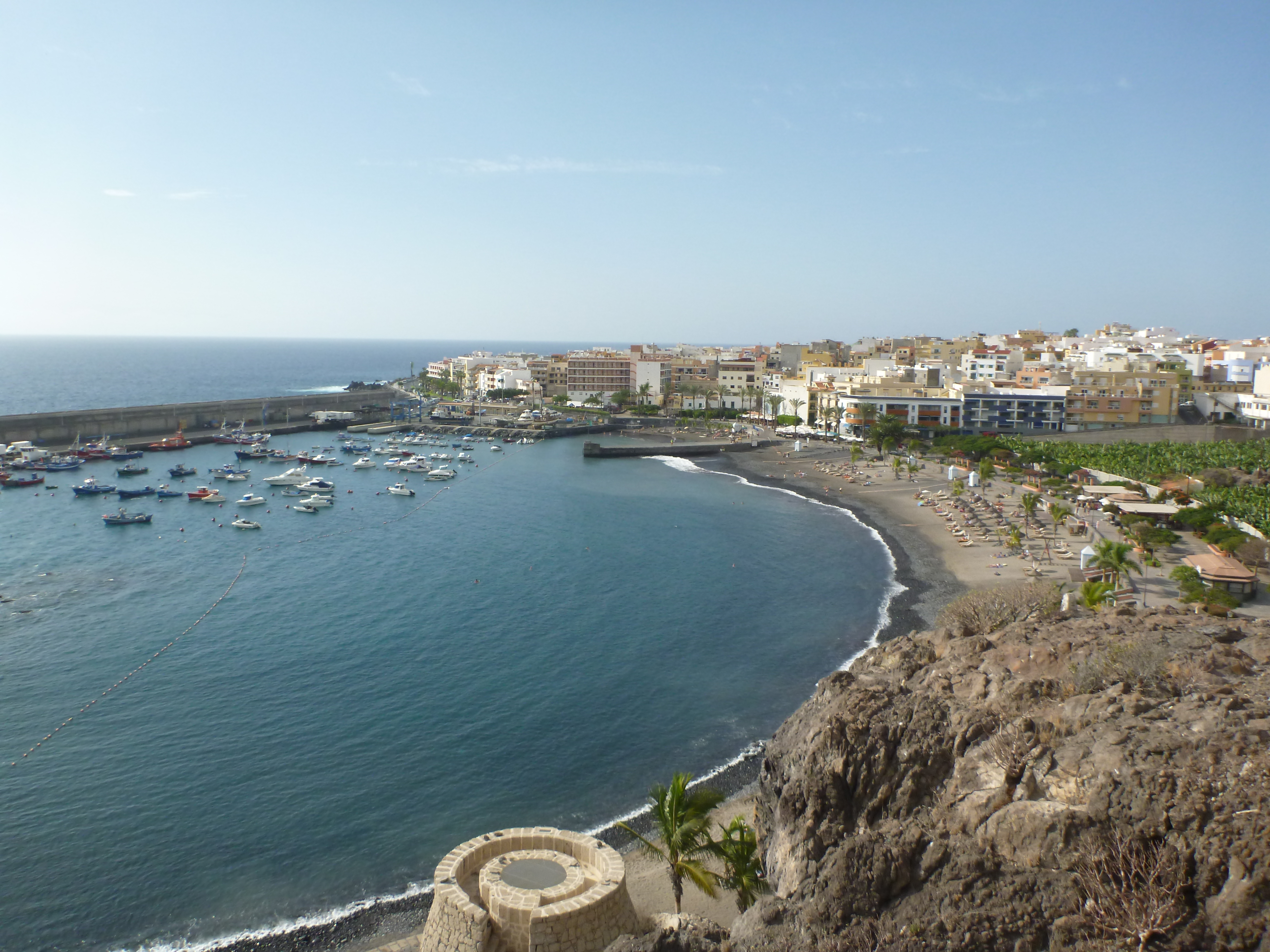
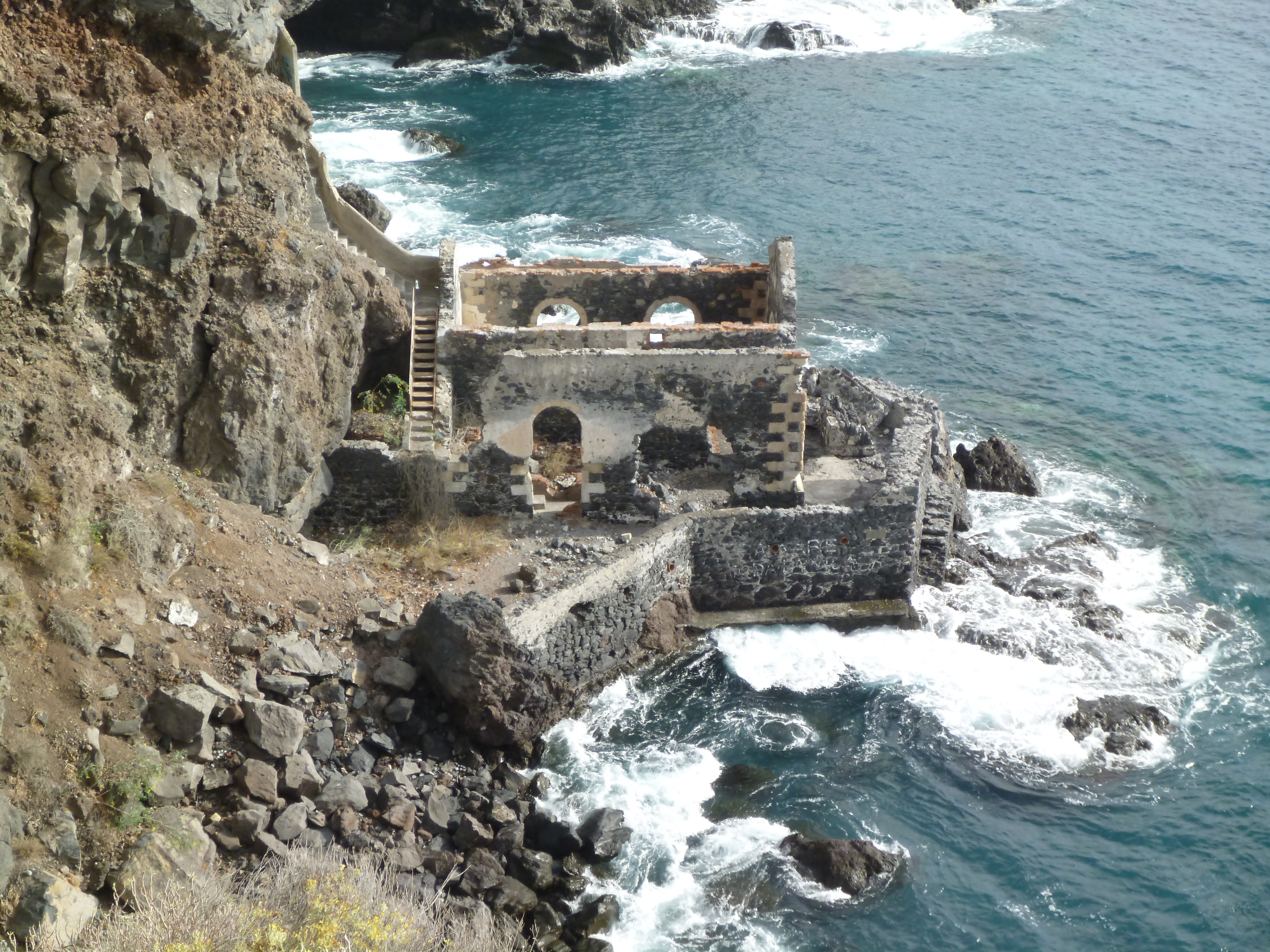
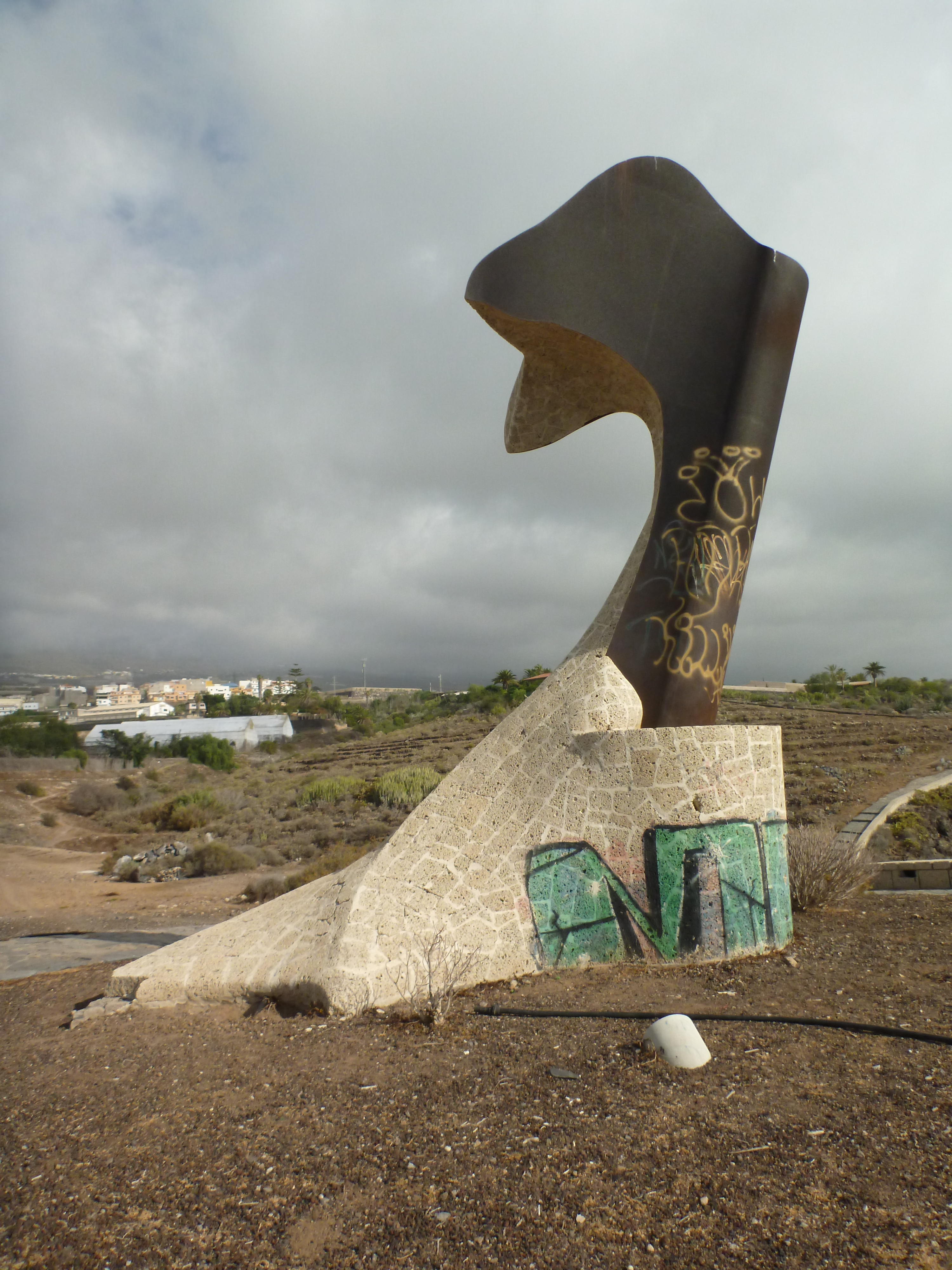
Escultura Alcaraván
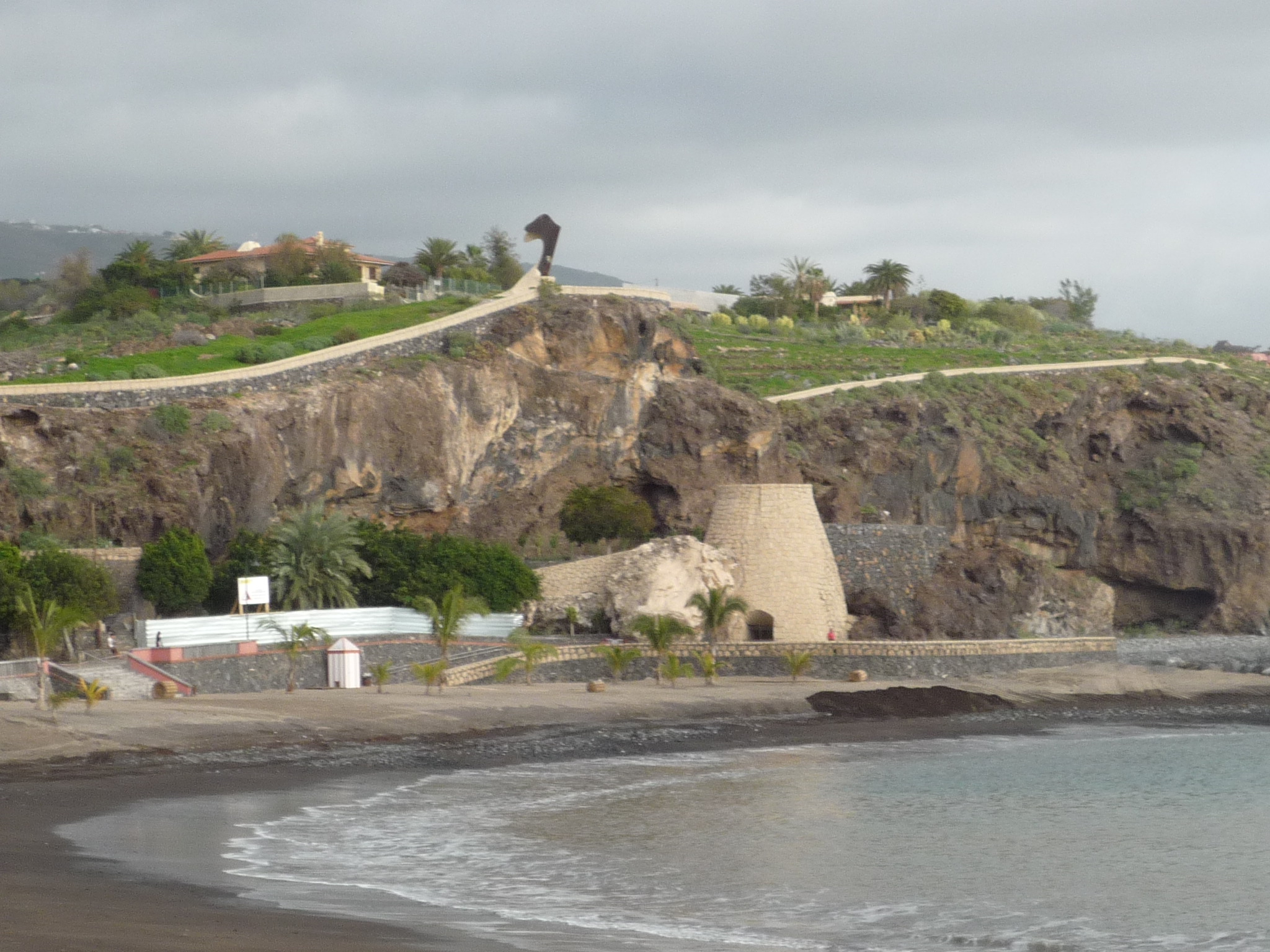